# Allium garbarii
Allium garbarii là một loài thực vật có hoa trong họ Amaryllidaceae. Loài này được Peruzzi mô tả khoa học đầu tiên năm 2007.